# Данилово (городской округ город Йошкар-Ола)
Дани́лово — деревня в городском округе Йошкар-Олы Республики Марий Эл (Россия). Деревня находится в ведении Семёновского территориального управления администрации города.

## География
Находится в 0,5 километрах от Семёновки, примыкая к ней с северо-запада. Расстояние до центра Йошкар-Олы по автодорогам — 7,5 км.

## История
Впервые упоминается в 1723 году как деревня Княжна с 38 дворами (из них 3 пустых) и 150 жителями мужского пола (русские, дворцовые крестьяне).
Деревня располагалась по обе стороны дороги из Царевококшайска в Уржум. В середине XVIII века она принадлежала царскому окольничему, князю Владимиру Ромодановскому. После его смерти она перешла в ведение дворцового управления.
По ревизии 1795 года — 132 двора, 317 мужчин и 336 женщин.
В 1859 году имелось 165 дворов, проживало 464 мужчины и 544 женщины.
В 1863 году в деревне открылось начальное народное училище, где обучались 60 человек. Были развиты промыслы: например, 100 человек занимались тканием холста, рубщиков и пильщиков леса было 75 человек, портных — 30 человек, шерстобитов и валенщиков — 26 человек. Имелось 2 питейных дома.
В годы Первой мировой войны (в 1916 году) в деревне проживало 28 семей беженцев из Холмской губернии.
В 1915 году построена деревянная часовня. В том же году на базе народного училища создано двухклассное земское женское училище, которое в 1919 году стало школой первой ступени для лиц марийской и русской национальностей. В 1922 году школа стала школой-интернатом имени Луначарского, в котором обучалось 49 детей. В 1925 году там училось 82 мальчика и 18 девочек.
В годы Гражданской войны в деревню был направлен отряд ЧК численностью 25 человек, во главе которого был председатель уездной ЧК Сергей Петрович Данилов. В ходе операции «по выявлению оружия у населения» он и ещё несколько красноармейцев были убиты.
Деревня Княжна была переименована в Данилово решением Царевококшайского уездного исполкома 15 января 1919 года, однако это название не закрепилось. Указом Президиума Верховного Совета РСФСР от 20 ноября 1967 года деревню Княжна вновь переименовали в Данилово. В память о красноармейцах 10 сентября 1970 года при въезде в деревню установлен обелиск.
В 1920-е годы в деревне Вараксинской волости Краснококшайского уезда работали детский сад и библиотека. В 1922 году в деревне имелось 2 маслобойных цеха, 4 кузницы, 4 бакалейные лавки. В 1930-е годы десятки зажиточных крестьян и владельцы кузниц и маслобойных заведений были репрессированы.
В 1929 году был организован колхоз «Передовик», в состав которого входило 248 хозяйств с численностью 954 человека. Имелась ферма крупного рогатого скота, 107 лошадей. В годы Великой Отечественной войны из призванных на фронт погибло 119 человек.
В 1950 году колхоз был укрупнен, а в 1977 году его земли переданы в совхоз «Овощевод».
Согласно переписи 2002 года в деревне проживало 874 человека (русские — 72 %).
В 2010 году — 776 человек (378 мужчин, 398 женщин).
Почти все дома деревни газифицированы, ходят пригородные автобусы и маршрутные такси. С 1986 года действует общественный сельский комитет.

## Население
| 2010 | 2012 | 2015 | 2016 | 2017 | 2018 |
| ---- | ---- | ---- | ---- | ---- | ---- |
| 776  | ↗831 | ↘829 | ↘764 | ↗843 | ↗976 |

## Родившиеся в Данилово
- Архипов Василий Степанович (1920—1941) — Герой Советского Союза.
- Быков Владимир Фёдорович (род. 1931) — Герой Социалистического Труда.
- Калягина Людмила Васильевна (1936—2000) — Герой Социалистического Труда.